# Чорне літо (серіал)
«Чорне літо» (англ. Black Summer) — американський телесеріал, створений Карлом Шефером та Джоном Хайямсом. Перший сезон, що складається з 8 епізодів, вийшов на Netflix 11 квітня 2019 року. 

## Сюжет
«Чорне літо» — американський серіал в жанрі жахів, який розповідає про початок зомбі-апокаліпсису. У центрі сюжету молода мати, яка намагається будь-якими способами розшукати свою дитину. Ніхто і ніколи не думав про це, просто одного разу весь світ змінився. Навала зомбі охоплює всю Америку. В епіцентрі тотальної паніки мати втрачає дочку. Тепер у неї єдине завдання: вижити і знайти свою дитину. Для цього вона відправляється в далеку і небезпечну подорож, в ході якої зустрічає групу біженців, які намагаються перебратися в безпечне місце. Маленькій жменьці вцілілих складно протистояти виплодкам пекла, але всі розуміють, що разом триматися легше, ніж окремо. Дівчині пропонують залишитися, але вона вважає за краще продовжити свій шлях, навіть не підозрюючи, що її чекає далі. Намагаючись залишатися непоміченою, молода мати пересувається по спорожнілих штатах, де тепер панують нові мешканці — кровожерливі і люті зомбі, готові зжерти будь-якого, хто зустрінеться на їхньому шляху. Чи зможе жінка відшукати свою дочку, не дивлячись на те безумство, що коїться навколо? «Чорне літо» — гостросюжетний, напружений, багатосерійний фільм жахів про зомбі. Шоу буде лоскотати вам нерви до останньої сцени, порадує добре опрацьованими персонажами, цікавими діалогами і несподіваними поворотами сюжету. 

## У ролях

### Головна
- Джеймі Кінг у ролі Роуз — мати, яка відокремлена від дочки у перші дні зомбі-апокаліпсису.
- Джастін Чу Кері в ролі Джуліуса Джеймса — злочинця, який визнав "Спірс", ім'я солдата, якого він вбив.
- Крістін Лі в ролі Ух «Сонця» Кюнсун — північнокорейської жінки, яка шукає свою зниклу матір.
- Келсі Флауер в ролі Ленса — той, хто вижив без сім'ї.
- Сал Велес-молодший у ролі Вільяма Велеса — штабного майстра, у якого є сестра та діти у Техасі
- Еріка Хау в ролі Кармен — дівчина Менні.

### Періодичні
- Найрен Б Евелін у ролі Ерла (сезон 1), загадкового вцілілого, який рятує Роуз і Спірс
- Стаффорд Перрі в ролі Філа (1 сезон), соціального дарвініста, який подорожує з Кармен і Менні
- Крістіан Фрейзер у ролі Марвіна (сезон 1), чоловіка, який подорожує з Кармен, Менні та Філом
- Натаніель Арканд у ролі Говернале (1 сезон), солдат
- Том Кері в ролі Бронка (сезон 1), солдата
- Боббі Надері в ролі Рея Назері (2 сезон), колишнього офіцера поліції, який очолює власну групу
- Мануель Родрігес-Саєнс — Бун (сезон 2), балакучий чоловік, який знає гірську місцевість
- Г. Майкл Грей у ролі Фредді (сезон 2), чоловіка, чия родина зустрічає Роуз і Анну
- Дакота Долбі — Сонні (2 сезон), агресивний молодший брат Фредді
- Бренда Робінс у ролі матері Фредді та Сонні (2 сезон)
- Тревіс Фрізен у ролі Марка (сезон 2), чоловіка, який контактує з літаком, який скидає припаси
- Куміко Коніші — Ронда (2 сезон), дружина Марка
- Лінда Кі — Софі (сезон 2), член групи, яка конфліктує з групою Назері, яка пізніше приєднується до Назері
- Джессі Ліпскомб у ролі Менса (сезон 2), члена групи Софі
- Шантель Хан у ролі Джейс (2 сезон), члена групи Софі
- Елейн Янг у ролі Наталі (сезон 2), член групи Софі
- Дафф Зейонсе — Сем (сезон 2), член групи Назері, який стикається з групою Софі
- Джо Перрі в ролі члена групи Назері (2 сезон)
- Оуен Кроу Шу як член групи Софі (сезон 2)
- Ендрю Місл, Кліфф Лікнес і Джон Ділан Луї (сезон 2) як члени іншої групи, яка вступає в конфлікт з Назері

## Видавництво
19 липня 2018 року стало відомо про те, що Netflix дав свою угоду на 8-серійний серіал «Нація Z» під назвою «Чорне літо». Прем'єра другого сезону відбулася 17 червня 2021.

## Зйомка
Офіційно зйомки розпочали 23 липня 2018 року в околицях Калгарі, Альберта, Канада. Також зйомки частково проходили в Середній школі королеви Єлизавети.  Продовжилися у невеликих населених пунктах Іррікана, Бейсекер і Кокрейн, а потім повернулися у Калгарі у другій половині вересня. 26 вересня стало відомо, що Кінг була госпіталізована на три дні через травми, отримані під час зйомок. У той же час, Сама Кінг підтвердила, що зйомки були завершені.